# Divizia B 1947-1948
În sezonul fotbalistic 1947-48 are loc a 11-a ediție a competiției numită Divizia B. 